# 過熱蒸汽

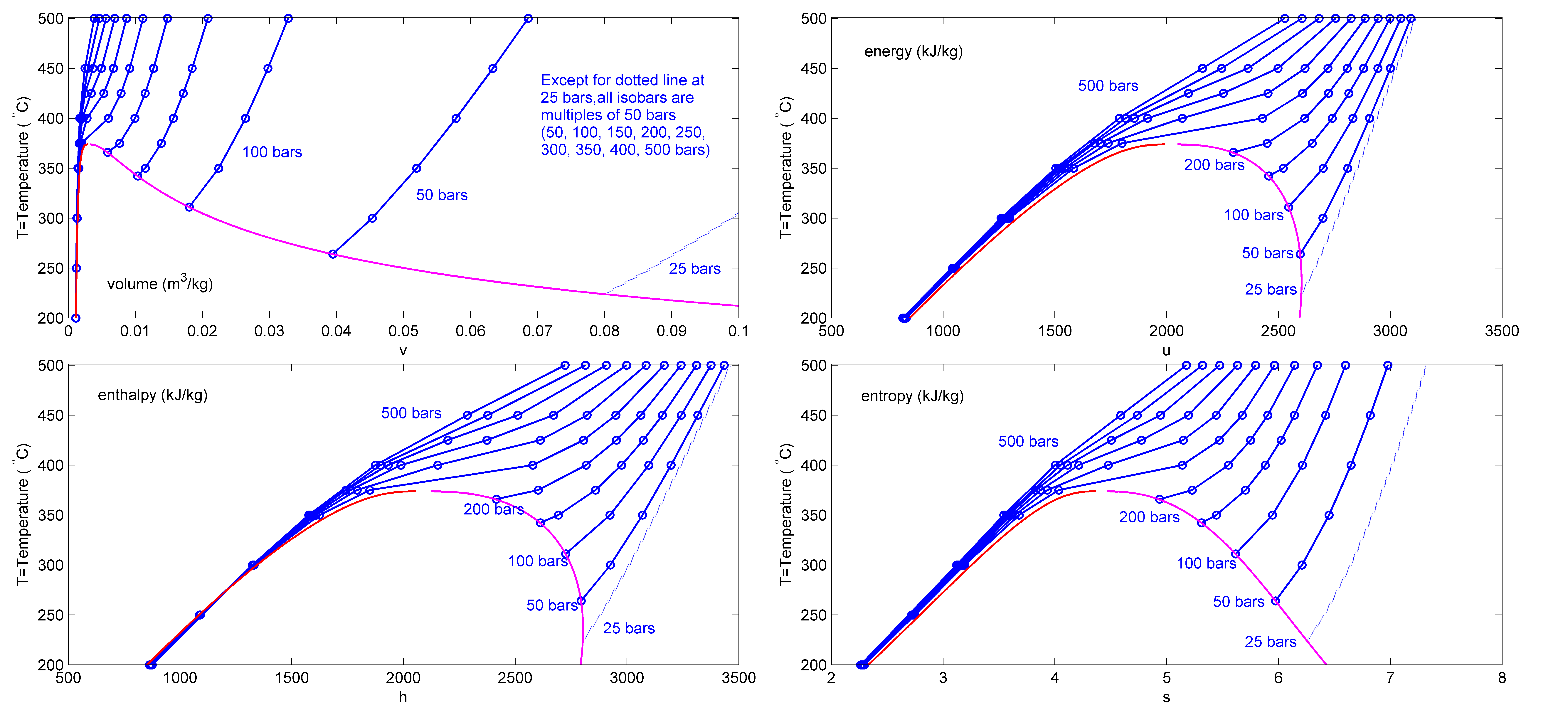
過熱蒸汽的體積（v），能量(u)，焓(h，Enthalpy)及熵(s，Entropy) 與溫度（C）的對比。

過熱蒸汽，或稱過熱水蒸氣（英語: Superheated steam），是溫度高於水的沸點的蒸汽。是熱力學中的用語。
飽和蒸汽在常壓下加熱時，溫度持續升高，而產生過熱蒸汽。飽和蒸汽表面存在的較高溫度的蒸汽，因其溫度已超過了飽和溫度，而被稱做過熱蒸汽。屬於未飽和蒸汽。
例如，水在 3 Kg/cm2壓力下，其飽和溫度(即沸點)為 132.88°C ，若該壓力不變下，繼續加熱，蒸汽溫度勢必超過 132.88°C ，此時的蒸汽稱為過熱蒸汽。
在熱平衡狀態下，過熱蒸汽與液態水是不能共存的，持續加熱僅能促成更多液態水的蒸發，轉為飽和蒸汽。然而，在動態條件下的某些過熱溫度點上，是普遍可行的。過熱蒸汽並不適用於殺菌。